# Seznam osebnosti iz Občine Dobje
Seznam osebnosti iz Občine Dobje vsebuje osebnosti, ki so se tu rodile, delovale ali umrle.
Občina Dobje ima 13 naselij: Dobje pri Planini, Brezje pri Dobjem, Ravno, Repuš, Gorica pri Dobjem, Slatina pri Dobjem, Presečno, Suho, Škarnice, Završe, Večje Brdo, Jezerce in Lažiše.

## Politika
- Jože Brilej (1910 Dobje pri Planini–1981 Ljubljana), politik, diplomat, odvetnik, sodnik, novinar – po njem je poimenovana Ljubljanska Brilejeva ulica
- Marta Brilej (1917 Dobje pri Planini–2016 Portorož), političarka, diplomatka – žena Jožeta Brileja, prva ženska, ki je vozila avto v Beogradu
- Nataša Juhart (1975 Celje– ), županja Občine Vransko

## Šolstvo
- Tomaž Romih (1853 Dobje pri Planini –1935 Novo mesto), šolnik, narodni buditelj
- Niko Kuret (1906 Trst –1995 Ljubljana), etnolog, fotograf, narodopisec – njegovi starši prihajajo iz Lažiš, tukaj je živel med prvo svetovno vojno, potem pa večkrat prišel na dopust